# Surujin

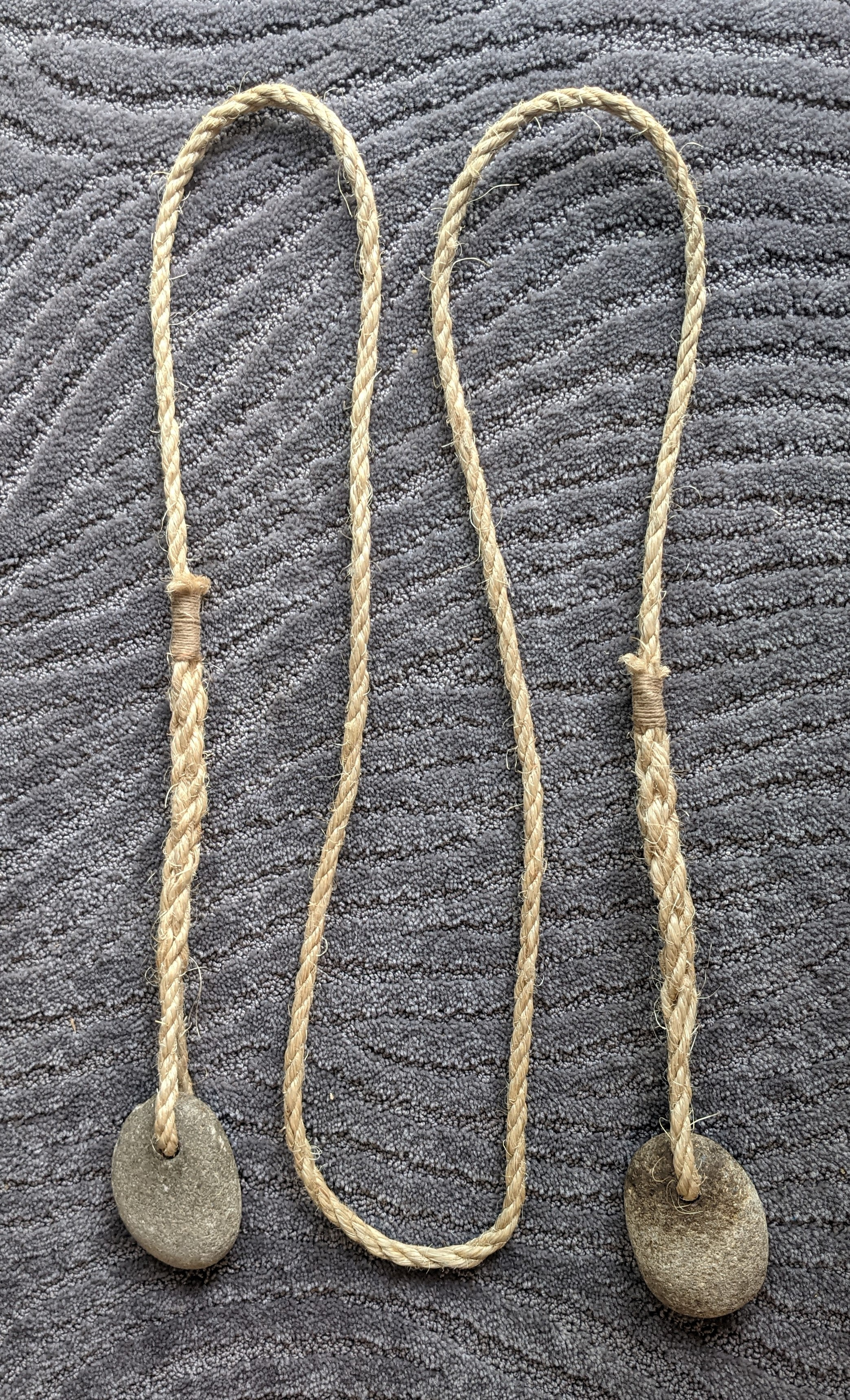
Un suruchin de soga y dos piedras.

El surujin o suruchin es una de las armas tradicionales kobudō de Okinawa. Está compuesta de una larga soga de 2 a 3 metros con un peso atada en cada extremo. Históricamente, esta arma era muy común, y puede encontrarse tanto unida a otra arma o utilizada por separado. Es un arma diseñada para la guerra.
En tiempos más recientes, específicamente, al final del siglo XIX y principios del siglo XX, el surujin apareció como una cadena ligera ponderada que variaba de longitud entre 2 y 3 metros de largo. En un extremo estaba un peso y en el otro, una punta de metal. El peso era usado para tirárselo a un adversario o para atrapar un arma, y la longitud de la cadena entonces era o bien lanzada para desequilibrar al enemigo o utilizada para enredar al enemigo utilizando técnicas similares a la del hojōjutsu. La punta de metal se usaba para incapacitar o propinar un "golpe de gracia". Pertenece al amplio tipo de armas de cadena.
Son muy similares al ninjutsu manriki.